# Ižica
La Ѵ, minuscolo ѵ, chiamata Ижица ( Ìžica, ižitsa o izhitsa), è una lettera arcaica dell'alfabeto cirillico. Come analogo cirillico di ipsilon, veniva usata per rappresentare la upsilon (Υ, υ) nelle parole derivate dal greco, come сѵнодъ (synodŭ, sinodo). Ad ogni modo (e come y in italiano), poiché veniva pronunciata esattamente come la "i" normale (И, и), venne considerata una lettera superflua e rimossa con la riforma ortografica del 1918.
Esiste altresì la ižica (Ѷ o ѷ)  con un doppio accento grave, la cosiddetta ižica okovyj ("ižica occhiuta"); questa lettera veniva usata per trascrivere le parole greche che contenevano una upsilon con un segno diacritico (Ϋ, ϋ), e venne anch'essa rimossa con la riforma suddetta.